# سن جوزپه وسوویانو
سن جوزپه وسوویانو (به ایتالیایی: San Giuseppe Vesuviano) یک کومونه در ایتالیا است که در استان ناپل واقع شده‌است.

## خصوصیات
سن جوزپه وسوویانو ۱۴٫۱ کیلومترمربع مساحت و ۳۰٬۳۵۸ نفر جمعیت دارد و ۱۰۱ متر بالاتر از سطح دریا واقع شده‌است.